# Orthostolus atratus
Orthostolus atratus är en skalbaggsart som beskrevs av Scott 1908. Orthostolus atratus ingår i släktet Orthostolus och familjen glansbaggar. Inga underarter finns listade i Catalogue of Life.